# Posof
Posof (georgisch ფოცხოვი/Pozchowi) ist eine Stadt und ein Landkreis der Provinz Ardahan im Nordosten der Türkei. Der georgische Name lautet Postkhovi, dann später Duğur und aktuell Posof. Der Name Posof bezeichnet eigentlich eine Region. Der Ort Posof wurde nach dieser Region benannt.
Posof liegt im Norden Ardahans und grenzt im Norden an Georgien und die Provinz Artvin. Östlich von Posof befindet sich der Grenzübergang Türkgözü nach Georgien. Die Stadt beherbergt rund 33 % der Landkreisbevölkerung.
Der Landkreis Posof besteht neben der Kreisstadt aus 49 Dörfern (Köy), von denen 15 Dörfer mehr Einwohner als der Kreis-Durchschnitt (88) haben. Die Palette der Einwohnerzahlen reicht von 431 (Süngülü)  hinab bis auf 7 (Uluçam), das gleichzeitig das bevölkerungsärmste Dorf in der Provinz Ardahan ist. Die Bevölkerungsdichte ist mit 10,8 Einwohnern je Quadratkilometern die zweitniedrigste in der Provinz.
Viele ehemalige Bewohner Posofs sind durch Krieg und Vertreibung über die Türkei zerstreut. Die Bevölkerung setzt sich aus Türken, die teilweise von Kyptschaken stammen, Georgiern, Lasen, Tataren und Lesgiern zusammen.